# Duræus
Duræus är en prästsläkt som härstammar från Östergötland. 

## Historik
Stamfader för släkten är kyrkoherden Bartholdus Bartholdi i Torpa församling. Bertilssons son Nicolaus Christophori blev kyrkoherde i Kristdala församling år 1582.
Christophoris son Barthold, som var kyrkoherde, antog namnet Duræus.
Bland släktens medlemmar märks:
- Erik Duræus, kyrkoherde i Landeryd och Kuddby.
- Anders Duræus, kyrkoherde i Ljungs församling
- Samuel Duræus, professor i Uppsala
- Eric Ericsson Duræus, domkyrkoorganist i Linköping, VDM
- Johannes Bartholdi Duræus, kyrkoherde i Kristdala församling.
- Suno Duræus, kyrkoherde i Vinnerstads församling.